# Éric Benoit (universitaire)
Pour les articles homonymes, voir Éric Benoit et Benoit.
Éric Benoit est professeur de littérature à l’Université Bordeaux Montaigne où il dirige le Centre de recherches sur les modernités littéraires (« Modernités »). Il est nommé Membre de l'Institut Universitaire de France (IUF) en 2022.

## Biographie

### Formation
En 1986-1987, il a enseigné à l’université Columbia de New York en tant que teaching assistant.
En 1990, il a soutenu sa thèse de doctorat « Mallarmé et le Mystère du Livre » à l’université Paris VII sous la direction de Julia Kristeva.

### Enseignement
Il a ensuite enseigné la littérature française à l’université de Bordeaux 3, d’abord en tant que maître de conférences de 1994 à 2001, puis en tant que professeur des universités depuis 2001.
Éric Benoit a mené des travaux de recherche sur la littérature avec des universités chinoises et japonaises où il donne des conférences, notamment l'université de Wuhan (Chine) et l'université d'Iwate à Morioka (Japon),,,,

### Travaux de recherche
Éric Benoit est initialement spécialiste de poésie (XIXe et XXe siècles) et notamment de l’œuvre de Mallarmé, sur laquelle il a publié plusieurs ouvrages et de nombreux articles,,,,,. Puis ses recherches concernant les répercussions des grands traumatismes historiques sur la littérature l’ont amené à approfondir les œuvres d’écrivains du XXe siècle comme Georges Bernanos ou Edmond Jabès. Ses recherches l'ont ensuite conduit à réfléchir sur les paradoxes, les autocontradictions et les apories de la littérature, puis sur le versant positif de la modernité (notamment les notions de jubilation et d'énergie dans la littérature).
En 1998, le critique littéraire Maurice Nadeau a commenté le premier ouvrage d’Éric Benoit dans La Quinzaine littéraire.
Depuis 2010[réf. nécessaire], Éric Benoit dirige le Centre « Modernités » (centre de recherches sur les modernités littéraires), et la collection Modernités publiée aux Presses Universitaires de Bordeaux.
Il a été directeur de l'Unité de recherche TELEM de 2015 à 2022.
En 2022, il est nommé Membre de l'Institut Universitaire de France (IUF).[réf. nécessaire]

## Ouvrages

### Livres
- Mallarmé et le Mystère du « Livre », 452 p., Éditions Champion, 1998.
- Les Poésies de Mallarmé, 128 p., Éditions Ellipses (collection « Du mot à l’œuvre »), 1998.
- Écrire le cri : Le Livre des Questions d’Edmond Jabès. Exégèse, 192 p., Presses Universitaires de Bordeaux, 2000[19].
- De la crise du sens à la quête du sens (Mallarmé, Bernanos, Jabès), 154 p., Éditions du Cerf, 2001.
- Néant sonore. Mallarmé ou la traversée des paradoxes, 225 p., Éditions Droz, 2007.
- La Bible en clair, Éditions Ellipses, 2009.
- Bernanos. Littérature et théologie, Éditions du Cerf, 2013.
- Dynamiques de la voix poétique, Éditions Classique Garnier, 2016.
- Obstinément la littérature, Éditions Droz, 2018.
- Les différences ethniques et religieuses dans la littérature. De Montaigne à Le Clézio, Éditions Euredit, 2018.
- Edmond Jabès et les chemins de l'écriture, Éditions Eurédit, 2020.
- De la littérature considérée comme énergie, Éditions Eurédit, 2022.

### Directions d’ouvrages
- Écritures du ressassement (en codirection avec D. Rabaté, I. Poulin, J.P. Moussaron), Presses Universitaires de Bordeaux, Collection "Modernités", volume 15, 328 p., 2001.
- Impuissance(s) de la littérature ?, Presses Universitaires de Bordeaux, 449 p., 2011.
- Nihilismes ? (en codirection avec D. Rabaté), Presses Universitaires de Bordeaux , Collection "Modernités", volume 33, , 394 p., 2012.
- Apories, paradoxes et autocontradictions. La littérature et l'impossible, Presses Universitaires de Bordeaux, Collection "Modernités", volume 35, 343 p., 2013.
- Soi disant. Poésie et empêchements, Presses Universitaires de Bordeaux, Collection "Modernités", volume 36, 260 p., 2014.
- Transmission et transgression des formes poétiques régulières, Presses Universitaires de Bordeaux, Collection "Modernités", volume 37, 320 pages, 2015.
- Littérature et jubilation, Presses Universitaires de Bordeaux, Collection "Modernités, volume 39, 535 p., 2015.
- Harmonie et disharmonie dans l'esthétique occidentale et dans l'esthétique chinoise à l'époque de la modernité littéraire, Presses Universitaires de Bordeaux, Collection "Modernités", volume 40, 368 pages, 2016.
- Écritures de l'énergie, Presses Universitaires de Bordeaux, Collection "Modernités", volume 42, 408 pages, 2017.
- Effets de lecture. Pour une énergétique de la réception, Presses Universitaires de Bordeaux, Collection "Modernités", volume 44, 356 pages, 2019.
- Quels lieux pour les morts? Perspectives interculturelles, Revue Essais, n°17, École Doctorale Montaigne-Humanités, Universités Bordeaux Montaigne, 2021.
- La Suggestion (en codirection avec Joëlle de Sermet), Presses Universitaires de Bordeaux, Collection "Modernités", volume 47, 452 pages, 2022.
- Écritures de l'élan vital, Revue Arts et Savoirs, n°21, 2024.
- Poétiques de l'incomplétude, Presses Universitaires de Bordeaux, collection Modernités, volume 49, 592 pages, 2024.

### Articles
Éric Benoit a publié environ 100 articles.